# Vreni Inäbnit
Vreni Inäbnit (Grindelwald, 31 marzo 1948) è un'ex sciatrice alpina svizzera.

## Biografia
Sciatrice polivalente, Vreni Inäbnit debuttò in campo internazionale in occasione delle SDS-Rennen 1966, l'11 gennaio nella natia Grindelwald in slalom speciale (41ª); in Coppa del Mondo esordì il 13 gennaio 1967 nella medesima località in discesa libera, senza completare la prova, e ottenne il primo piazzamento il 10 gennaio 1968 ancora a Grindelwald in slalom gigante (25ª). Ai successivi X Giochi olimpici invernali di Grenoble 1968, sua unica presenza olimpica, si classificò 18ª nella discesa libera, 19ª nello slalom gigante, 17ª nello slalom speciale e 12ª nella combinata, disputata in sede olimpica ma valida solo ai fini dei Mondiali 1968; il 15 marzo dello stesso anno conquistò ad Aspen in discesa libera il miglior piazzamento in Coppa del Mondo (5ª) e il 28 gennaio 1971 a Pra Loup nella medesima specialità l'ultimo piazzamento nel massimo circuito internazionale (6ª), nel quale prese per l'ultima volta il via il 4 febbraio seguente a Mürren in slalom speciale, senza completare la prova. Gli ultimi risultati della sua carriera agonistica furono le quattro medaglie che vinse ai Campionati svizzeri 1971.

## Palmarès

### Coppa del Mondo
- Miglior piazzamento in classifica generale: 29ª nel 1968

### Campionati svizzeri
- 5 medaglie[7][senza fonte]:
  - 2 ori (discesa libera[1] nel 1969; discesa libera nel 1971)
  - 1 argento (combinata nel 1971)
  - 2 bronzi (slalom gigante, slalom speciale nel 1971)